# Nicoline Winther
Nicoline Margrethe Winther, född 21 september 1891 i Hjertebjerg, död 23 oktober 1977, var en dansk gårdsägare och politiker (Venstre).

## Bakgrund
Nicoline Winther växte upp på föräldrarnas gård, Tofthøjgård, på Møn. Familjen var politiskt och kyrkligt engagerad; hennes morfar, Mads Strandskov, hade varit ledamot av Landstinget för Venstre och hennes mor hade varit engagerad i kvinnosaksorganisationen Dansk Kvindesamfund. Efter genomgången utbildning vid folkhögskolan Ryslinge Højskole och hushållsskolan Sorø Husholdningsskole (1911–1912) reste hon, med sina föräldrars hjälp, till USA för att besöka sina släktingar som utvandrat till olika danska kolonier. När hon kom till delstaten Minnesota bedrev hon under en tid undervisning för danska barn och gick på Danebod Højskole 1913. Hon återvände efter en tid till Møn och gifte sig 1917 med gårdsägaren Karl Alfred Winther. Tillsammans övertog de Nicoline Winthers fädernesgård och genom åren kom de att få fem barn: Svend (1918), Ejnar (1919), Inger Else (1921), Mogens (1924) och Karen Gerda (1927).

## Socialt och politiskt engagemang
Winthers politiska och sociala engagemang började i två av Danmarks för tiden stora folkrörelser: Hon var engagerad i lokalavdelningen av Danmarks Afholdsforening, som var ett nationellt nykterhetsförbund, och i den feministiska organisationen Dansk Kvindesamfunds (DK) lokala krets på Møn, i vilken hon var styrelseledamot och ordförande (1922–1923). 1941–1948 var hon styrelseledamot i DK:s förbundsstyrelse, samt ledamot av Danske Kvinders Samfundstjenestes presidium. Fram till och med 1930-talet var Winthers arbete utanför hemmet begränsad på grund av att maken i sitt arbete ofta var bortrest. Detta förhållande ändrades dock, och medan maken såg efter barnen kunde Winther lägga ned ett större engagemang i arbetet utanför hemmet. Hon engagerade sig därefter i flera sociala och kyrkliga organisationer: 1933 blev hon ordförande för Børneværnet i Elmelunde, en kommunal social myndighet med uppgifter inom barnomsorg, och var lokal ledamot i sin församlings kyrkoråd och Santalmissionen, en missionsverksamhet inom den danska folkkyrkan. Hon engagerade sig också i den lokala föredragsföreningen, bl.a. genom att husa föredragshållare.
Winther engagerade sig även politiskt i det borgerliga agrarpartiet Venstre. Hon var ordförande för Venstres lokalförening i Elmelunde socken (1930–1935), styrelseledamot i Venstres regionala organisation på Själland och Bornholm och från 1929 ordförande av det då nybildade kvinnoförbundet Venstres Kvinders (VK) avdelning i Præstø amt 1929. Hon var även regional ordförande för VK på Själland och Bornholm 1938 och innehade denna förtroendepost till 1948. Vid 1930-talets slut uppmanades hon av partiet att ställa upp vid valen till Landstinget, den danska riksdagens ena kammare. Hon blev invald som suppleant 1939 och var det fram till och med 1943, då hon blev invald som ordinarie ledamot. Hon kom att sitta i Landstinget fram till dess nedläggning 1953 då Danmark genom en grundlagsändring fick en enkammarriksdag. Som ledamot i Landstinget engagerade hon sig bland annat för att kvinnor skulle kunna ordineras till präster, att den lagliga arbetstiden för ungdomar under 16 år skulle sänkas samt i abortfrågan.
Åren 1950–1953 var hon kandidat till Folketinget, men då hon inte lyckades bli invald överlät hon platsen till partikollegan och den tidigare justitieministern Helga Pedersen.